# Styling Records
Styling Records（スタイリング・レコーズ）は、かつて存在したビーインググループの関西を拠点としたレコード会社である株式会社ギザ（GIZA. Inc.）のメジャーレーベルである。

## 概要
- ビーイングが大阪に設立したクラブ専門のインディーズレーベルとして設立された。1995年8月26日に第1号アーティストとしてUJがインディーズデビューした。
- Styling RecordsよりインディーズデビューしていたYOKO Black. Stoneがメジャーデビューする際、レーベル名をそのまま継承し、運営をギザ（GIZA. Inc.）に移した。
- 滴草由実が2006年にZAIN RECORDSへ移籍。また、YOKO Black. Stoneは2005年3月16日発売のアルバム『Back To My Base』以降は新たなリリースが無く、2014年から後進の指導にあたっていることより、Styling Recordsの運営は、実質上、2006年をもって終了した。

## かつて所属していたアーティスト
- UJ
- Double Front Project（Ikuo MaedaとYoshitoによるプロジェクト） - ZARDの「Don't you see!」や小松未歩の「謎」のリミックスを収録したアナログ盤をリリース。
- YOKO Black. Stone（Yoko B. Stone・Yoko Blaqstone） - インディーズレーベルの頃から所属。
- 4D-JAM - Styling Recordsよりインディーズデビュー。インディーズレーベルGarage Indies Zapping Associationを得て、GIZA studioよりメジャーデビュー。その後、リーダーのシオジリが設立したCon4Tunesに移籍。
- 滴草由実 - 2006年に活動拠点を東京に移すため、ビーインググループのZAIN RECORDSへ移籍、その後、2007年に同じくビーインググループのNORTHERN MUSICへ移籍している。